# Table Rock (Nebraska)
Table Rock es una villa ubicada en el condado de Pawnee en el estado estadounidense de Nebraska. En el Censo de 2010 tenía una población de 269 habitantes y una densidad poblacional de 176,94 personas por km².

## Geografía
Table Rock se encuentra ubicada en las coordenadas 40°10′42″N 96°5′19″O / 40.17833, -96.08861. Según la Oficina del Censo de los Estados Unidos, Table Rock tiene una superficie total de 1.52 km², de la cual 1.52 km² corresponden a tierra firme y (0%) 0 km² es agua.

## Demografía
Según el censo de 2010, había 269 personas residiendo en Table Rock. La densidad de población era de 176,94 hab./km². De los 269 habitantes, Table Rock estaba compuesto por el 97.77% blancos, el 1.49% eran afroamericanos, el 0% eran amerindios, el 0% eran asiáticos, el 0% eran isleños del Pacífico, el 0% eran de otras razas y el 0.74% pertenecían a dos o más razas. Del total de la población el 1.86% eran hispanos o latinos de cualquier raza.